# Connie Culp
Connie Culp (26 de marzo de 1963 - Cleveland, Ohio; 29 de julio de 2020) fue una ciudadana conocida por ser la primera estadounidense en recibir un trasplante de cara, realizado en la Clínica de Cleveland en diciembre de 2008.

## Biografía

### Intento de asesinato
Culp recibió un disparo en la cara por parte de su esposo Thomas G. "Tom" Culp en un fallido intento de homicidio-suicidio en septiembre de 2004 dentro del bar de Hopedale, Ohio que regentaban. Ambos sobrevivieron y su esposo fue condenado en 2005 a siete años de prisión por intento de homicidio agravado. Culp perdonó a su esposo y dijo que lo esperaría para cuando saliera de prisión, pero el 22 de septiembre de 2009 en una entrevista en The Oprah Winfrey Show dijo que ya no planeaba esperarlo después de que su hija le preguntara: "Mamá, ¿qué tipo de ejemplo me estarías dando si volvieras con el hombre que te disparó en la cara?".

### Recuperación
El disparo de escopeta destrozó la nariz, pómulos, paladar y ojo derecho de Culp, lo que la dejó semiciega, incapaz de consumir alimentos sólidos y tener que respirar a través de un tubo en la garganta traqueotomizada. Connie debió someterse a 30 intervenciones quirúrgicas antes del trasplante definitivo, el cual tuvo lugar el 10 de diciembre de 2008, el cual fue dirigido por la médica cirujana Maria Siemionow. El trasplante duró cerca de 22 horas para realizar el reemplazo del 80% de su rostro por el de Anna Kasper, una mujer fallecida una semana antes.
Después de la intervención, Culp pudo volver a respirar por sí misma y tomar alimentos sólidos. Con un ojo protésico y el otro dañado, aprendió braille. En 2010 se sometió a su última operación y recuperó gran parte de su movilidad facial, pudiendo hablar, sonreír y sentir al tacto en el rostro. Trabajó como defensora fomentando la comprensión hacia los supervivientes de grandes quemaduras y otras desfiguraciones.
Falleció el 29 de julio de 2020, a causa de una infección no relacionada con su trasplante de cara.